# 王孝巧
王孝巧（1976年7月—），安徽宣城人，汉族，无党派人士。中华人民共和国政治人物、第十三届全国人民代表大会安徽地区代表。

## 生平
2018年2月24日，当选为第十三届全国人大代表。